# DeWayne Russell
DeWayne DeShawn Roberts Russell (Peoria (Arizona), 10 de febrero de 1994) es un baloncestista estadounidense que pertenece a la plantilla del Club Baloncesto Breogán de la Liga Endesa. Con 1,80 metros de estatura, juega en la posición de base. Es hermano del también jugador profesional Fatts Russell.

## Trayectoria deportiva
Jugó una temporadas con Northern Arizona Lumberjacks (2012-2013) y tres temporadas con Grand Canyon Antelopes (2014-2017). Tras no ser elegido en el Draft de la NBA de 2017, firmó su primer contrato profesional con SLUC Nancy Basket de la Pro B, de la segunda división francesa, con el que disputa 34 encuentros promediando 13.62 puntos, 5.5 asistencias, 3.0 rebotes y 1.5 robos con el 47 % de porcentaje de tiro por partido.
El 10 de octubre de 2018, se confirma su fichaje por Crailsheim Merlins de la Basketball Bundesliga. En dos temporadas registró promedios de 11,3 puntos, 2,1 rebotes y 4,2 asistencias en la temporada 2018-2019, y de 14,5 puntos, 2,8 rebotes y 5,4 asistencias en la temporada 2019-2020.
En la temporada 2020-21, firma por Treviso Basket de la Lega Basket Serie A por dos temporadas, firmando 12 puntos, 2,8 rebotes y 5,4 asistencias en la primera, y 11,3 puntos, 2,3 rebotes y 4,4 asistencias en la segunda.
El 19 de junio de 2022, firma por el EWE Baskets Oldenburg de la Basketball Bundesliga alemana,siendo máximo anotador y asistente de la liga en la temporada 2022-2023, con medias de 20,3 puntos, 2,8 rebotes y 7,7 asistencias. En su segundo año en Oldenburg, aportó 14,4 puntos, 2,4 rebotes y 6,3 asistencias, repitiendo como mejor pasador del campeonato por segundo curso consecutivo.
El 20 de junio de 2024 firmó con el Petkim Spor de la Basketbol Süper Ligi (BSL) turca,donde promedió 8,4 puntos, 1,5 rebotes y 5,5 asistencias en 28 encuentros, con una media de 26 minutos por partido. Además, participó en 18 partidos de la BCL, con promedios de 8,9 puntos y 5,4 asistencias en 28 minutos por encuentro.
En julio de 2025, firma por el Club Baloncesto Breogán de la Liga Endesa.